# Сесса-Чиленто
Сесса-Чиленто (італ. Sessa Cilento) — муніципалітет в Італії, у регіоні Кампанія,  провінція Салерно.
Сесса-Чиленто розташована на відстані близько 290 км на південний схід від Рима, 95 км на південний схід від Неаполя, 55 км на південний схід від Салерно.
Населення — 1358 осіб (2014).
Щорічний фестиваль відбувається 3 серпня. Покровитель — святий Степан.

## Демографія
Населення за роками:

Станом на 1 січня 2023 року в муніципалітеті офіційно проживало 26 іноземців з 8 країн, серед них 21 громадянин країн Євросоюзу та 1 громадянин України.

## Сусідні муніципалітети
- Лустра
- Оміньяно
- Пердіфумо
- Полліка
- Сан-Мауро-Чиленто
- Серрамеццана
- Стелла-Чиленто